# Eugraphe ornata
Xestia ornata là một loài bướm đêm trong họ Noctuidae.